# Chałupki (Leżajsk)
Chałupki – część miasta Leżajsk w południowo-wschodniej Polsce, w województwie podkarpackim, w powiecie leżajskim.
W Chałupkach krzyżują się szlaki turystyczne: niebieski z Głogowa Małopolskiego do Leżajska (dworzec PKS) i Wschodni Szlak Rowerowy Green Velo.